# Fearless Records
La Fearless Records è un'etichetta discografica statunitense che si occupa principalmente di punk e alternative rock, attiva effettivamente dal 1994. L'etichetta ha sede a Westminster, in California. La Fearless è nota anche per le sue pubblicazioni nel campo del pop punk, che includono le compilation della serie Punk Goes..., dove vari artisti della scena punk e rock reinterpretano brani di altri generi in chiave esclusivamente punk.
Nel maggio del 2015 l'etichetta è stata comprata dalla Concord Bicycle Music.

## Artisti

### Attuali
Artisti sotto contratto con la Fearless Records al 1º aprile 2022.
- American Teeth
- Archetypes Collide
- As It Is
- Capstan
- Chase Atlantic
- Chunk! No, Captain Chunk!
- Eat Your Heart Out
- Grayscale
- I Don't Know How But They Found Me
- I Prevail
- Ice Nine Kills
- Kill The Lights
- Locket
- Movements
- My Kid Brother

- Not a Toy
- Oceans Ate Alaska
- Pierce the Veil
- Plain White T's
- Scotty Sire
- Starset
- The Plot In You
- The Pretty Reckless
- Underoath
- Until I Wake
- Varials
- Volumes
- Wage War
- Windwaker

### Passati
Artisti che sono stati sotto contratto con la Fearless Records al 1º aprile 2022.
- 30 Foot Fall
- Anatomy of a Ghost
- Artist Vs Poet
- Alesana
- Amely
- Anatomy of a Ghost
- Artist VS Poet
- A Skylit Drive
- A Static Lullaby
- At the Drive-In
- August Burns Red
- Bigwig
- Blessthefall
- Brazil
- Breathe Carolina
- Dynamite Boy
- Eve 6
- Every Avenue
- Eye Alaska
- For All Those Sleeping

- Forever the Sickest Kids
- Gatsbys American Dream
- Get Scared
- Glasseater
- Go Radio
- Junction 18
- Keepsake
- Lostprophets
- Let's Get It
- Mayday Parade
- Milestones
- Motionless in White
- My Enemies + I
- Parting Gift
- Portugal. The Man
- Real Friends
- Rock Kills Kid
- Set It Off
- So They Say

- Sparks The Rescue
- Straight Faced
- Sugarcult
- Sworn In
- The Almost
- The Aquabats
- The Color Morale
- The Downtown Fiction
- The Fully Down
- The Maine
- The Morning Light
- The Outline
- The Summer Set
- The White Noise
- The Word Alive
- Tonight Alive
- Upon This Dawning
- White Kaps
- Yesterdays's Rising

## Compilation
- 1996 – Punk Bites
- 1997 – Fearless Flush Sampler
- 1997 – Punk Bites 2
- 1998 – As a Matter of Fact
- 1999 – Serial Killer Compilation
- 2001 – Don't Be Scared
- 2002 – Don't Be Scared, Vol. 2
- 2003 – 2003 and Beyond
- 2010 – 'Tis the Season to Be Fearless

Punk Goes...
- 2000 – Punk Goes Metal
- 2002 – Punk Goes Pop
- 2003 – Punk Goes Acoustic
- 2005 – Punk Goes 80's
- 2006 – Punk Goes 90's
- 2007 – Punk Goes Acoustic 2
- 2008 – Punk Goes Crunk
- 2009 – Punk Goes Pop 2
- 2010 – Punk Goes Classic Rock
- 2010 – Punk Goes Pop 3
- 2011 – Punk Goes X
- 2011 – Punk Goes Pop 4
- 2012 – Punk Goes Pop 5
- 2013 – Punk Goes Christmas
- 2014 – Punk Goes 90's 2
- 2014 – Punk Goes Pop 6
- 2017 – Punk Goes Pop 7
- 2019 – Punk Goes Acoustic 3